# Katie Eder

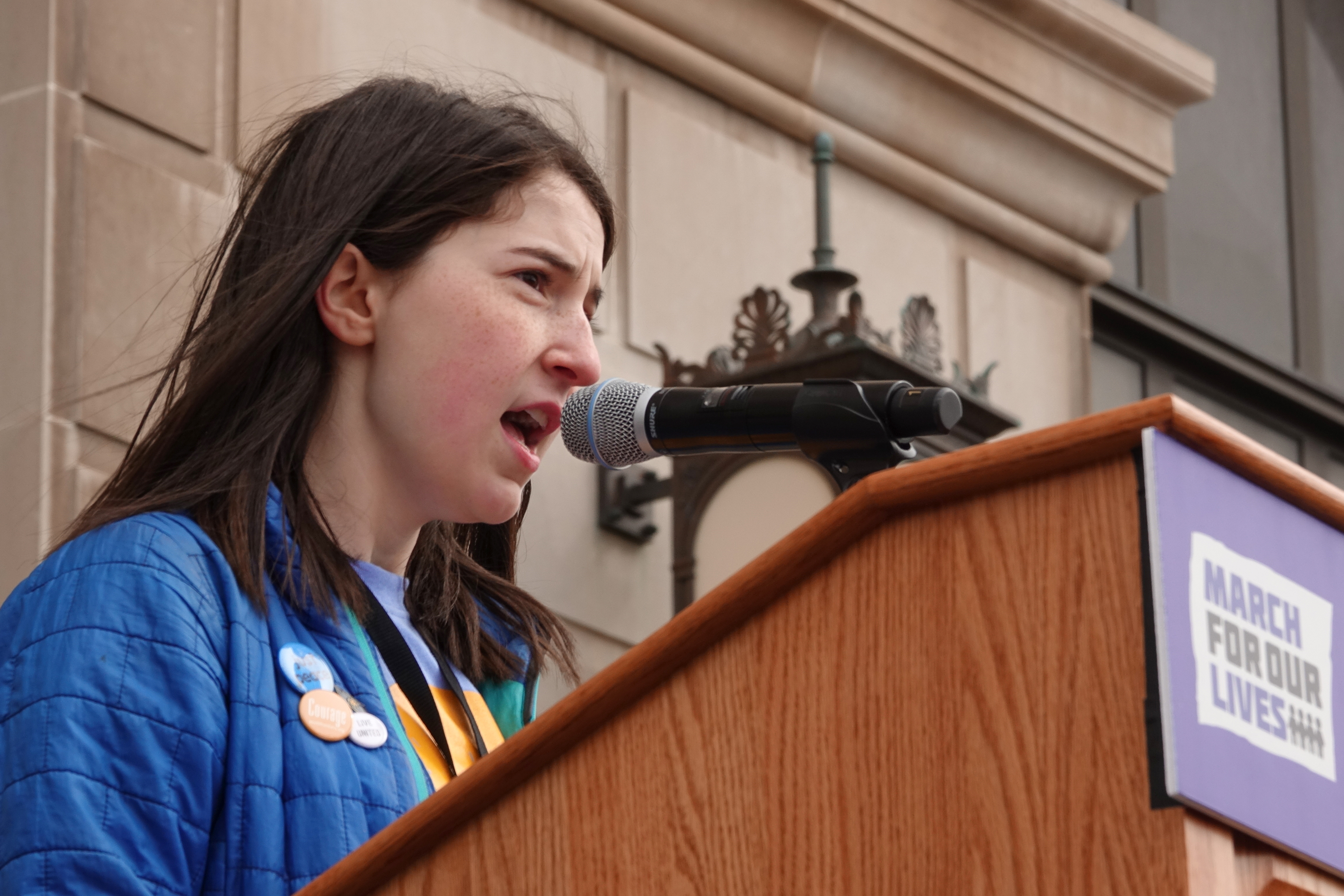
Katie Eder, 2018

Katie Eder (nascida c. 1999/2000) é uma activista e empreendedora social norte-americana que fundou e liderou os empreendimentos de impacto social 50 Miles More, Kids Tales e The Future Coalition, este último onde ela é actualmente a Diretora Executiva.
Em dezembro de 2019, Eder foi nomeada um dos 30 menores de 30 da Forbes em Leis e Políticas.

## Honras e prémios
- Prémio Espírito Prudencial de Comunidade – Homenageada Nacional[1]
- Prémio Diller Tikkun Olam[5]
- Three Dot Dash – Incubadora de Empreendedorismo Social Global – Cimeira Just Peace[6]
- International Literacy Association – Prémio 30 menores de 30[7]
- AFS-USA Project Change – Prémio Visão em Acção[8]